# キーラン・リード
キーラン・リード (Kieran Read 1985年10月26日 - ) は、ニュージーランド出身のラグビーユニオン選手。ポジションはナンバーエイト、フランカー、ロック (セカンドロー・バックロー)。キアラン・リードとも。

## 人物
1985年10月26日、ニュージーランドのオークランド郊外のパパクラで生まれる。
身長193 cm、体重110 kg。

## キャリア
少年時代をカウンティーズ・マヌカウ州の小さな町、ドゥルーリーで過ごす。ローズヒルカレッジ在学中、スポーツ万能として名を馳せ、生徒二千人の学校でHead Boyに選ばれ、Sportsman of the Year、さらにSports all-rounder of the yearなどを受賞する。
リードは、クリケットの実力も折り紙つきで、そのまま続けていればブラックキャップス（クリケットニュージーランド代表）にも入れたであろうというほどであったが、カレッジ最終学年にラグビーに進路を決め、カンタベリーラグビー協会が“半ば強引”にリードを獲得する。2006年にニュージーランド州代表選手権エアニュージーランドカップ (現: ITM CUP) のカンタベリー州代表チームに入り、ゲームに出場。
2007年、スーパー14（現スーパーラグビー）のクルセイダーズに入り、2008年シーズンまで主にブラインドサイドフランカーとして出場、リードはオープンサイドのリッチー・マコウとともに素晴らしい働きを見せる。
2008年、オールブラックスに初選出。スコットランド戦でナンバーエイトとしてデビュー。2009年には、ロドニー・ソーイアロに取って代わり、先発出場を果たす。
2019年、トヨタ自動車ヴェルブリッツに加入。
2020年1月12日にジャパンラグビートップリーグ第1節ヤマハ発動機ジュビロ戦に先発出場で日本での公式戦初出場を果たす。同年10月、トヨタ自動車ヴェルブリッツの共同主将に就任。
2021年5月15日の日本選手権を兼ねたジャパンラグビートップリーグ準決勝、パナソニック ワイルドナイツ戦にフル出場も21-48で敗れた後、現役引退を表明。

## 受賞歴
- ワールドラグビー年間最優秀選手賞:2013年

## ギャラリー

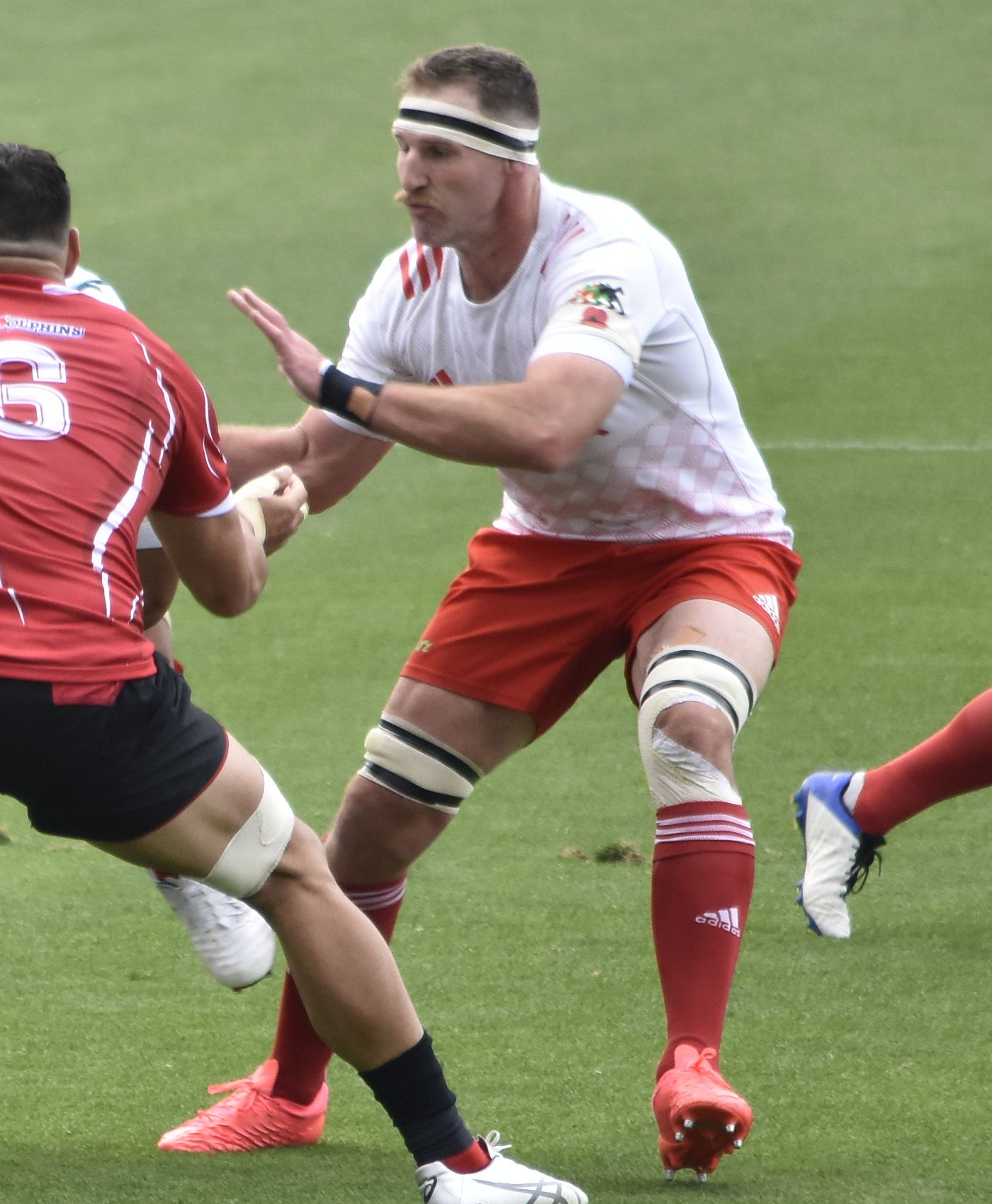
秩父宮ラグビー場（2021年4月25日撮影）

## リンク
- トヨタ自動車ヴェルブリッツ 選手紹介
- キーラン・リード (@kieranread08) - Instagram
- Ultimate Kieran Read
- Kieran Read Rugby Union
- Crusaders Profile
- All Blacks ID=1083

| 受賞                    | 受賞                                  | 受賞                      |
| ----------------------- | ------------------------------------- | ------------------------- |
| 先代 ダニエル・カーター | ワールドラグビー年間最優秀選手賞 2013 | 次代 ブロディ・レタリック |